# Kraľovany
Kraľovany jsou obec na Slovensku v Žilinském kraji v okrese Dolný Kubín, v jihozápadním cípu regionu Orava. Leží v údolí při ústí řeky Oravy do Váhu a nachází se zde silniční i železniční křižovatka. V obci žije 430 obyvatel.

## Historie
V roce 1420 se Kraľovany vzpomínají jako vesnice patřící Oravského hradu. První písemná zmínka o vesnici pochází z roku 1363. První osadníci pocházeli z Turian. Kolem roku 1608 měla obec asi 70 obyvatel (14 rodin). V roce 1715 už 160 obyvatel. Obec vznikla na významné cestě z Turce na Oravu. V obci se nacházel i panský hostinec, který vlastnili Thurzovci. Hostinský Juraj Zábrezký v roce 1647 získal i povolení od Thurzovců na mlýn a pilu, dostal také část panské hory a k tomu i půdu. Část obyvatel Kraľovian se zabývala pltnictvím a lovem ryb. Daň z úlovku předávali Oravskému panství, protože nepracovali na panských rolích, byli svobodní. Oravské panství rozšířilo podnikání v obci. Obec trpěla v 17. století během stavovských povstání. Po Bočkajovském povstání vesnice byla zdevastována. Pohroma postihla obec i v srpnu 1813, když ji zasáhla obrovská povodeň. Pokles obyvatelstva zapříčinila cholera v roce 1873 a vystěhovalectví za prací v letech 1880–1890. Kraľovany nabraly na významu po zřízení železnice do Oravského Podzámku v roce 1898. V roce 1910 vznikla i telegrafní stanice. Železniční stanice na důležité křižovatce Košicko-bohumínské dráhy a Oravy se později rozšířila. V roce 1935 měla až šest kolejí.
V roce 1811 byl založen spolek bývalých urbariátníků. Do majetku spolku patřily i mlýn, pila, kamenolom, těžba písku, štěrku, rybolov a lovecké právo. V roce 1906 byl postaven tříobloukový kovový most. V roce 1935 už elektrifikovaná obec má 671 obyvatel. V obci se nachází evangelický kostel z roku 1913. Zmiňovaná je i zvonice se zvony z roku 1763 a 1815.

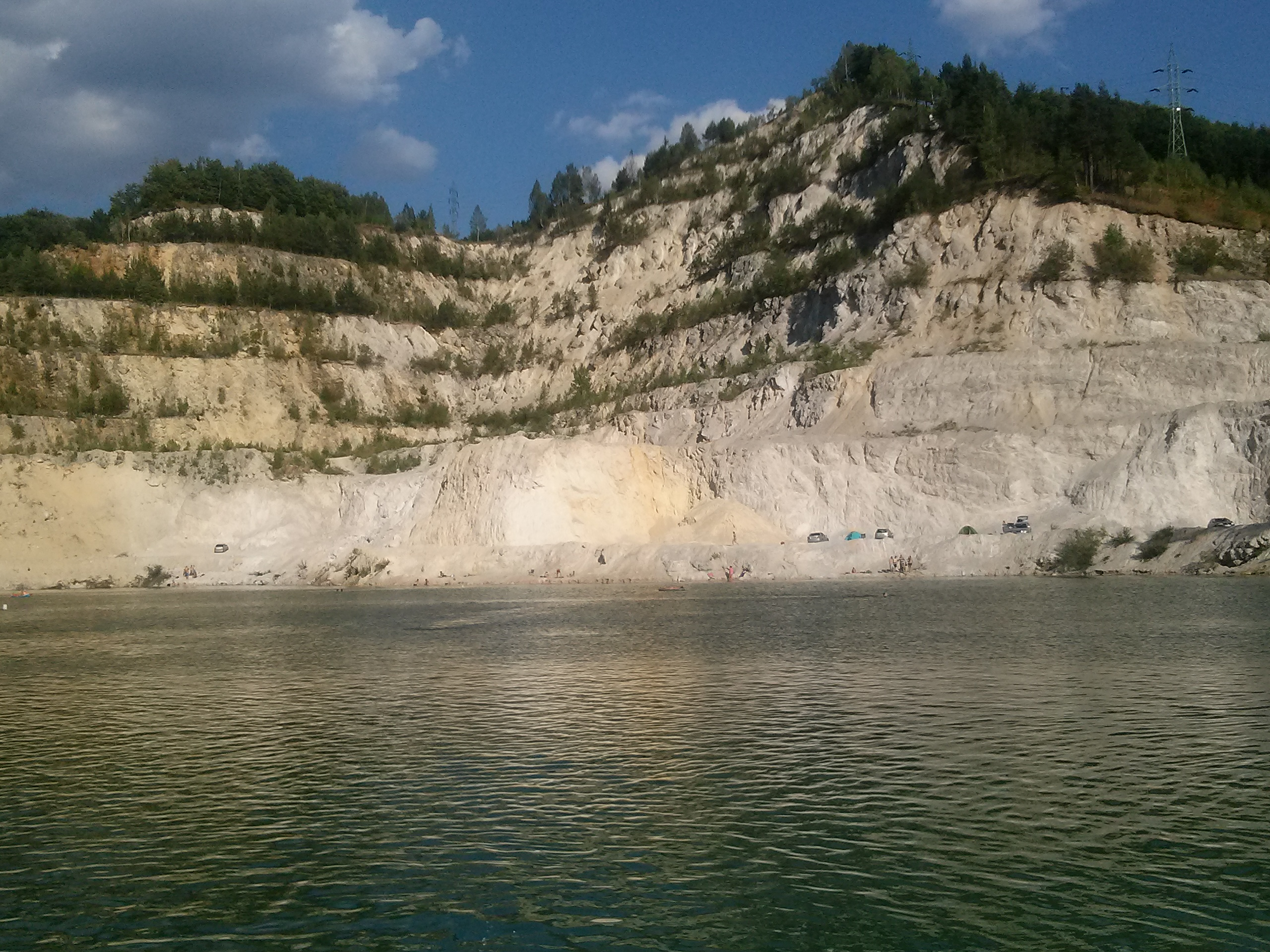
Zatopený lom v části obce Rieka

## Přírodní poměry
Obec leží v nadmořské výšce 430 m a její katastrální území má výměru 18,808 km². Leží v něm přírodní památka Kraľovanský meandr a zasahuje do něj část národní přírodní rezervace Šútovská dolina. V části obce Rieka se nachází přírodní koupaliště na místě vytěženého lomu, zvané lidově „Šútovské jezero“.

## Doprava
Údolím Váhu zde vede železniční trať Košice–Žilina, od které se zde odpojuje železniční trať Kraľovany – Trstená.

## Osobnosti
- Andrej Kralovanský (1759–1809), pedagog, literární pracovník, přírodovědec a entomolog
- Marián Had (* 1982), fotbalista